# Torre adossada I
La Torre adossada I és una obra de la Jonquera (Alt Empordà) inclosa a l'Inventari del Patrimoni Arquitectònic de Catalunya.

## Descripció
Situada dins del nucli urbà de la població de la Jonquera, al bell mig del terme, prop de l'església i del nucli antic de la vila, formant cantonada entre el carrer de la Torre i la plaça de la Muralla.
Es tracta de les restes conservades d'una torre de defensa que està integrada a una de les cases del carrer, actualment força enrunada. Conserva una planta semicircular, sense coberta ni tancament i era utilitzada com una de les habitacions de la casa. Presenta dues obertures rectangulars posteriors obertes al bell mig del parament, tot i que tapiades. Està bastida en pedra sense desbastar lligada amb morter de calç i disposada formant filades regulars. A l'interior, el parament combina l'aparell de pedra vist amb un revestiment arrebossat i pintat.